# Premio de Roma belga
El Premio de Roma belga o prix de Rome es una beca de estudios para estudiantes de arte, fue creada en 1832 siguiendo el modelo del Premio de Roma francés. Antes de 1832 (y 1841 en composición musical) ver el Premio de Roma francés y el Premio de Roma Holandés.

## Lista de laureados en arquitectura
(Ver Catégorie:Prix de Rome belge en architecture de la Wikipedia en francés)
- 1862 - Louis de la Censerie
- 1887 - Une ambassade (una embajada), Karel De Wulf (Charles Henri Louis Jules De Wulf)
- 1921 - Jan-Albert De Bondt
- 1979 - Hilde Daem y Paul Robbrecht

## Lista de laureados en pintura
(Ver Catégorie:Prix de Rome belge en peinture de la Wikipedia en francés)
- 1832 - Antoine Wiertz
- 1838 - Romain Eugene Van Maldeghem[1]
- 1842 - Jean-François Portaels, primer premio
- 1847 - Joseph Stallaert, primer premio
- 1850 - Modeste Carlier
- 1852 - Ferdinand Wilhelm Pauwels
- 1860 - Léonce Alexis Legendre,  primer premio ; Jean François Verhas, segundo  premio ; Edouard Debruxelles, tercer  premio[2]·[3]
- 1866 - Diagoras  porté en triomphe par ses fils, vainqueurs des Jeux olympiques de la Grèce ancienne (Diagoras portado triunfante por sus hijos, ganadores de los Juegos Olímpicos de la antigua Grecia), Constant Montald
- 1870 - Xavier Mellery
- 1880 - Les Aduatiques vendus à l'encan (los Aduaticos vendidos en subasta), Rémy Cogghe,  primer premio[4]
- 1883 - Flori Van Acker,  segundo premio;[5] Guillaume Van Strydonck, mención de honor ,  tercer premio
- 1886 - Constant Montald, primer premio; Herman Richir, segundo premio
- 1889 - Victor Van Dyck, mención de honor, tercer premio
- 1895 - Jean Delville, primer premio
- 1898 - Félix Gogo, mención
- 1901 - Isidore Opsomer, Félix Gogo, segundo premio ; Emiel Jacques, mención
- 1910 - Jean Colin
- 1911 - Louis Buisseret, segundo premio
- 1913 - Robert Jean Davaux (nl:) ?, Alfons De Cuyper, segundo premio
- 1917 - Luc Lafnet, segundo premio
- 1920 - Max Van Dyck, primer gran premio (categoría de artistas menores de 31 años)[6]·,[7] Ernest Faut, Julien Vande Veegaete segundo premio, Charles Swyncop mención
- 1922 - Marie Howet primer premio[8] y Auguste Mambour segundo premio[9]
- 1925 - Julien Creytens primer premio, Lod de Maeyer, segundo premio, Robert Crommelynck y Henri-Victor Wolvens tercer premio, Robert Buyle, Jos Verdegem  y Auguste Mambour, cuarto premio
- 1928 - Léon Navez, Taf Wallet mención
- 1930 - Jacques Maes, segundo premio
- 1934 - Yvonne Perrin[10]
- 1937 - Jan Cobbaert, primer premio
- 1940 - Martin Bollé, primer premio ; Rik Slabbinck segundo premio
- 1943 - Henri Brasseur, primer gran premio; Rik Slabbinck, segundo premio
- 1946 - Luc Peire[11]
- 1967 - Hugo Duchateau
- 1979 - Marcase (Marc Vanhaesebrouck)[12]

## Lista de laureados en escultura
(Ver Catégorie:Prix de Rome belge en sculpture de la Wikipedia en francés)
- 1882 - Guillaume Charlier (fr:)[9]
- 1887 - Un Chef gaulois fait prisonnier des Romains, Julien Dillens
- 1897 -  Thor combattant les serpents, Henri Boncquet
- 1900 - Léandre Grandmoulin (fr:) segundo premio, Theo Blickx mención
- 1911 - Victor Rousseau
- 1919 - François Vanhoof y Julien Vande Veegaete segundo premio compartido, César Schroevens tercer premio
- 1920 - Julien Vande Veegaete primer gran premio
- 1927 - Jeanne Louise Milde (1900-1997)[13]
- 1932 - Jan Boedts[9]
- 1935 - Alphonse Darville
- 1938 - Mark Macken (nl:)
- 1947 - Basil Lamon
- 1953 - Rik Poot (nl:) segundo premio
- 1956 - Olivier Strebelle (fr:)[9]

## Lista de laureados en grabado
(Ver Catégorie:Prix de Rome belge en gravure de la Wikipedia en francés)
- 1855 - Gustave Joseph Biot
- 1861 - Eugène Jean Copman
- 1911 - Louis Buisseret primer premio y Victor Regnart segundo premio

## Lista de laureados en composición musical
(Ver Catégorie:Prix de Rome belge en composition musicale de la Wikipedia en francés)
El Premio de Roma belga en composición musical funcionó de  1841 a 1973 y fue creado por François-Joseph Fétis bajo el modelo del Premio de Roma francés, se celebra cada dos años.
- 1841 - Cantata  Sardanapale, Étienne-Joseph Soubre[15]
- 1844 - Félix-Étienne Ledent[16]
- 1845 - Cantata  La Vendetta Adolphe Samuel primer premio,[15] Léonard Terry segundo premio[16]
- 1847 - Cantata  Le Roi Lear, François-Auguste Gevaert primer premio y Jacques-Nicolas Lemmens segundo premio
- 1849 - Cantata  Le songe du jeune Scipion Alexandre Stadtfeldt primer premio[17]
- 1851 - Eduard Lassen,[18] Jean-Baptiste Rongé segundo premio[16]
- 1857 - Cantata Le meurtre d'Abel, Peter Benoit primer premio
- 1859 - Cantata „Le Juif errant“ Jean-Théodore Radoux[15]
- 1863 - Cantata Paul et Virginie Joseph Dupont primer premio[15]
- 1865 - Cantata La fille de Jephté Gustave Huberti primer premio[19]
- 1873 - Cantata La mort du Tasse, Franz Servais primer premio
- 1877 - Cantata De Klokke Roeland, Edgar Tinel primer premio, el segundo premio fue compartido entre MM Simart y de Paw[20]
- 1881 - Cantata Le Chant de la Création, Sylvain Dupuis primer premio
- 1889 - Cantata Sinaï, Paul Gilson (musicien) primer premio, Lodewijk Mortelmans deuxième segundo premio[21]
- 1891 - Cantata Andromède, Guillaume Lekeu segundo premio
- 1893 - Cantata Lady Macbeth Lodewijk Mortelmans primer premio[21]
- 1895 - Cantata Callirhoé Joseph Jongen segundo premio
- 1897 - Cantata Comala, Joseph Jongen primer premio[15]
- 1899 - Cantata Cloches nuptiales François Rasse primer premio, Albert Dupuis segundo premio, Léon Rinskopf[22]
- 1901 - Cantata Œdipe à Colonele, Adolphe Biarent primer premio
- 1903 - Cantata La Chanson d'Halewyn, Albert Dupuis primer premio[15]
- 1907 - Henri Sarly mención
- 1909 - Cantata La légende de saint Hubert Robert Herberigs primer gran premio
- 1913 - Cantata Les fiancés de Noël, Léon Jongen primer premio[15]
- 1919 - Cantata Thijl Ulenspiegel René Barbier segundo premio
- 1920 - Cantata Légende de la sœur Béatrice René Barbier primer premio[15]
- 1921 - Cantata La Guerre Fernand Quinet[15]
- 1922 - Cantata La Guerre, Jean Absil segundo premio
- 1923 - Joseph Leroy (1894-1963) primer segundo premio[15]
- 1927 - Cantata Le Rossignol, Alex De Taeye primer premio
- 1929 - Cantata Antigone, Georges Lonque y Antoine Van Ulft primer premio[15]
- 1932 - Cantata  L'enfant prodigue Sylvain Vouillemain[15]
- 1935 - Cantata  Le Vieux Soudard, René Defossez primer premio[15]
- 1935 - Cantata  Le Vieux Soudard, Léon Simar (1909-1983) segundo premio
- 1937 - Cantata Le Trapèze Étoilé, Léon Simar (1909-1983) primer premio[15]
- 1939 -
- 1943 - Cantata  La Navigation d'Ulysse, Pierre Froidebise segundo premio
- 1945 - Cantata La Vague et le Sillon, Marcel Quinet
- 1952 - René Driessen primer premio[15]

## Premios de Roma discernidos por otros países

### Premio de Roma americano (Rome Prize)
(Ver Prix de Rome américain de la Wikipedia en francés)

### Premio de Roma canadiense
(Ver Prix de Rome canadien de la Wikipedia en francés)

### Premio de Roma neerlandés
(Ver Prix de Rome néerlandais de la Wikipedia en francés)

## Anexos